# Echter Clownfisch
Der Echte Clownfisch (Amphiprion percula), auch Trauerband-Anemonenfisch genannt, lebt an der Küste Nord-Queenslands (im nördlichen Great Barrier Reef), an der Nordküste Neuguineas und in den Korallenriffen Melanesiens (Neubritannien, Neuirland, Salomonen und Vanuatu).

## Merkmale

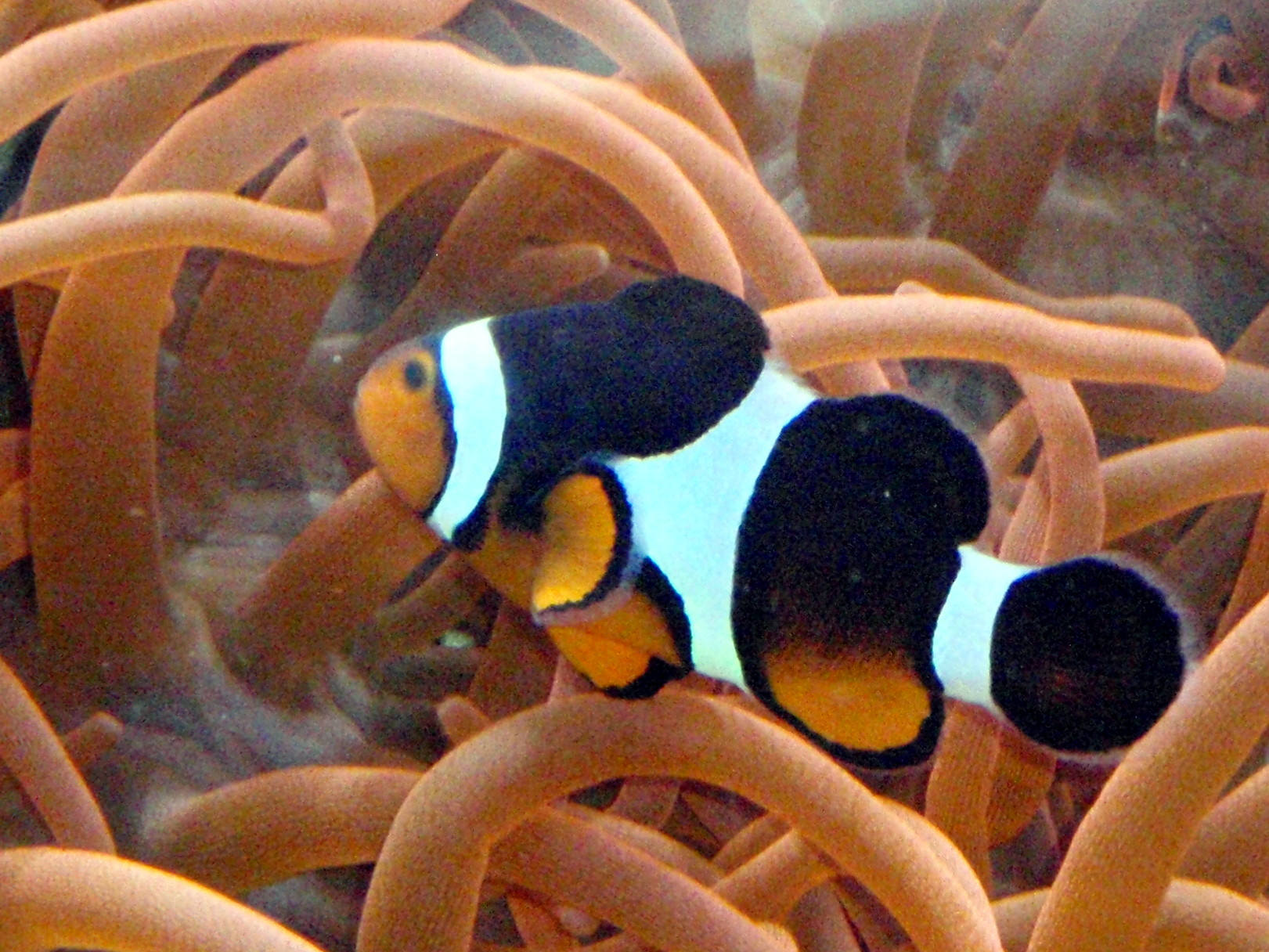
Farbmorphe mit hohem Schwarzanteil

Verbreitungskarte des Echten Clownfisches

Der Echte Clownfisch wird sechs bis elf Zentimeter groß. Die Länge beträgt das 2,1- bis 2,4fache der Körperhöhe.
Die Tiere sind leuchtend orange gefärbt, mit drei weißen Querstreifen, der mittlere mit einer nach vorne gerichteten Ausbuchtung. Die Streifen sind im Unterschied zu denen von Amphiprion ocellaris oft deutlich schwarz begrenzt. Die schwarzen Begrenzungen variieren in der Breite und können auch ineinander übergehen. Die Intensität der Streifung allein lässt eine sichere Artidentifizierung jedoch nicht immer zu. So gibt es Trauerbandanemonenfische mit kaum begrenzten Streifen und umgekehrt Orangeringelfische, deren Schwarzfärbung deutlicher hervortritt, bis hin zum Extremfall, melanistischen Farbmorphen. Daniel Knop empfiehlt zur Artdifferenzierung, die Anzahl der Hartstrahlen der oberen Rückenflosse heranzuziehen. Amphiprion percula hat eine höhere vordere Rückenflosse als sein Verwandter, mit 9 bis 10 Rückenflossenstacheln (während es bei Amphiprion ocellaris 10 bis 11 sind) und 14 bis 17 Weichstrahlen, die Afterflosse zwei Hart- und 11 bis 13 Weichstrahlen. Da dieses zuverlässige Erkennungsmerkmal jedoch nur auf guten Makro-Aufnahmen erkennbar ist, empfiehlt Knop die Augenfarbe als Unterscheidungskriterium zu nutzen. Während sie bei Amphiprion percula kräftig orange ist, sind die Augen von Amphiprion ocellaris eher braun-orange und erscheinen „verschmutzt“.

## Symbiose
Im Riff leben sie in Symbiose mit Seeanemonen. Diese schützen die Clownfische mit ihren nesselnden Tentakeln vor Fressfeinden. Auch die Clownfische schützen ihre Symbiosepartner vor Fressfeinden, z. B. Falter- oder Feilenfische. Sie selbst ernähren sich von Zooplankton – Ausscheidungen können der Seeanemone zugutekommen. Vor den Nesselzellen der Anemone schützen sich die Clownfische durch eine Schleimschicht: sie bewirkt, dass die Nesselzellen nicht ausgelöst werden. Der Schleim wird jedoch nicht vom Fisch produziert, sondern in einem länger dauernden Vorgang des Herantastens von der Anemone übernommen.
Der Echte Clownfisch lebt in Symbiose mit der Lederanemone (Heteractis crispa), der Prachtanemone (Heteractis magnifica) und der Riesenanemone (Stichodactyla gigantea).

## Fortpflanzung und Geschlechtswechsel
Dichogamie bedeutet Geschlechtswechsel im Laufe des Lebens bei beidgeschlechtlichen Tieren. Clownfische sind zuerst männlich und produzieren männliche Keimzellen und wechseln später, wenn das letzte Weibchen einer Gemeinschaft stirbt oder verschwindet, ihr Geschlecht und werden zu Weibchen, die Eizellen produzieren. Diese spezielle Form der Geschlechtsumwandlung nennt man Proterandrie oder Vormännlichkeit.
Die Fische laichen in unmittelbarer Nähe ihrer Anemone, meist am Fuß. Die Fischlarven werden nach dem Schlüpfen von der Strömung ins freie Wasser mitgenommen und oft weit verfrachtet, ehe die Jungfische – durch Geruchsreize der Küstenregion angelockt – sich neuerlich einem Symbiose-Partner nähern. Die Fische leben paarweise oder in Haremsgruppen mit einem Weibchen und mehreren Männchen in der Anemone, wobei der größte Fisch immer das Weibchen ist. Stirbt das Weibchen, so wechselt das größte Männchen das Geschlecht und wird zum Weibchen. Der Geschlechtswechsel wird durch das unter Stress ausgeschüttete Hormon Cortisol unterdrückt. Das größere Weibchen stresst die Männchen ihres Harems und verhindert dadurch deren Umwandlung zum Weibchen.